# Sterling (hrabstwo Vernon)
Sterling – miasto w Stanach Zjednoczonych, w stanie Wisconsin, w hrabstwie Vernon.